# Mutkov
Mutkov település Csehországban, a Olomouci járásban. Mutkov Paseka, Šternberk és Huzová településekkel határos. Lakosainak száma 49 fő (2024. január 1.).

## Népesség
A település lakosságának változását az alábbi diagram mutatja:
| Lakosok száma | 293  | 301  | 231  | 81   | 13   | 38   | 52   | 49   | 45   | 49   |
|               | 1869 | 1890 | 1921 | 1950 | 1980 | 2001 | 2017 | 2019 | 2022 | 2024 |